# The Vindicator (videogioco)
The Vindicator, spesso presentato come The Vindicator!, è un videogioco sparatutto pubblicato nel 1988 dalla Imagine Software, all'epoca un'etichetta appartenente alla Ocean Software, per Commodore 64, Amstrad CPC e ZX Spectrum. Il gioco è composto da tre livelli, ognuno dei quali di genere differente. L'eroe lotta contro alieni che hanno invaso la Terra, a piedi all'interno di basi nemiche o pilotando veicoli all'esterno.
Inizialmente The Vindicator venne annunciato, con il sottotitolo Green Beret II, come un seguito ufficiale di Green Beret, le cui conversioni per i suddetti computer erano state realizzate sempre dalla Imagine. Sulla stampa vennero mostrate anteprime di questo seguito, che già appariva molto diverso da Green Beret come funzionamento e ambientazione. Nella pubblicazione definitiva però The Vindicator non fu più presentato come un seguito, anche se alcune riviste lo considerarono ancora tale; non compare alcun riferimento a Green Beret né sulle confezioni né a video. Tuttavia il sottotitolo Green Beret II, presente nell'illustrazione originale di Bob Wakelin, è rimasto sulla copertina di almeno una versione del manuale.

## Trama
La Terra è vittima di un'invasione aliena che ha ridotto la popolazione a pochi sopravvissuti nascosti tra le rovine. Il protagonista, detto il Vendicatore, ha l'aspetto di un duro ben armato con occhiali da sole, ed è in missione per colpire duramente gli alieni. Per prima cosa si introduce in un complesso nemico, dove deve impadronirsi delle componenti di una bomba in grado di distruggere gli alieni. L'atmosfera del complesso è tossica e il Vendicatore deve periodicamente assumere oxy-gum per sopravvivere. Uscito vittoriosamente dal complesso, deve raggiungere la base aliena principale attraversando un territorio conquistato dal nemico. Prima attacca il territorio con un aereo da combattimento per ammorbidirne le difese, poi lo attraversa con un fuoristrada armato. Infine si introduce nel quartier generale sotterraneo degli alieni, detto le Catacombe, dove per ultimo deve sconfiggere il capo Gog, un mostro a due facce.

## Modalità di gioco
The Vindicator è costituito da tre fasi indipendenti e molto diverse tra loro. Una volta superata una fase e ottenuta le relativa password è possibile iniziare le partite anche direttamente dalla seconda o terza fase.

### Il complesso
La prima fase è la più complessa e impegnativa. Il protagonista deve esplorare un grande e intricato edificio di quattro piani collegati da ascensori, con corridoi e stanze che hanno l'aspetto di magazzini. Viene mostrata una visuale tridimensionale fissa del luogo attuale, circondata da vari pannelli indicatori. I corridoi sono mostrati sempre in senso longitudinale, con il personaggio che avanza nella direzione verso lo spettatore; una bussola aiuta a capire l'orientamento assoluto del corridoio. Nelle versioni Amstrad e Commodore si può girare la visuale del corridoio di 180°, mentre nella versione Spectrum non è possibile invertire l'attuale senso di marcia. Dentro le stanze il personaggio si sposta semplicemente in orizzontale.
In ogni piano dell'edificio l'obiettivo è trovare tre delle 12 parti della bomba. Per ogni parte è necessario trovare una delle stanze con un terminale di computer, dove viene richiesto di risolvere un anagramma. I risultati degli anagrammi sono tutti nomi di persone della Ocean, che possono essere trovati nei crediti del programma o nella classifica punteggi. Ogni terminale risolto fa comparire in una stanza del piano una parte di bomba, e mostra una mappa di tutto il piano con indicazione della sua posizione.
Il Vendicatore ha un'arma da fuoco per uccidere gli alieni, che hanno l'aspetto di mostri umanoidi, anch'essi in grado di sparare. Nelle versioni Amstrad e Commodore i nemici si incontrano solo dentro le stanze e alla loro uccisione lasciano oggetti utili; nella versione Spectrum invece i nemici escono dalle stanze e si combatte nel corridoio, poi gli oggetti si trovano nella stanza deserta. Si possono raccogliere chiavi elettroniche specifiche per accedere agli ascensori o alle stanze dei terminali, ricariche di oxy-gum e caricatori per l'arma. Sullo Spectrum l'arma è comunque illimitata, ma i caricatori la potenziano. Si perde una vita se si esaurisce l'ossigeno, che si consuma gradualmente, ma viene ridotto rapidamente dagli attacchi nemici.

### La terra desolata
La seconda fase è uno sparatutto a scorrimento verticale continuo, con visuale dall'alto, sopra uno scenario di installazioni nemiche. Si combatte contro velivoli, veicoli e strutture, dall'aspetto generalmente più terrestre che alieno. Il giocatore controlla prima un caccia (somigliante più a un aereo storico che futuristico), che deve combattere contro aerei ed elicotteri e può bombardare bersagli di terra. Questi ultimi sono innocui per l'aereo, ma eliminarli serve a ridurre le difese che dovranno essere affrontate successivamente dal fuoristrada. Infatti, quando l'aereo completa tutto il percorso oppure viene distrutto, si passa a controllare un fuoristrada che ripercorre lo stesso scenario da capo, stavolta combattendo prevalentemente contro carri armati.
Entrambi i mezzi si spostano in tutte le direzioni, ma l'aereo è rivolto sempre verso l'alto, mentre il fuoristrada può puntare e sparare in varie direzioni. Il fuoristrada inoltre deve evitare anche gli ostacoli dello scenario. L'arma primaria sono proiettili che colpiscono i nemici comuni, mentre le bombe sono disponibili in quantità limitata. Nelle versioni Amstrad e Spectrum anche l'arma primaria è limitata, sebbene con molte più munizioni. Nelle versioni Amstrad e Commodore i mezzi del giocatore hanno anche carburante limitato, e si possono raccogliere ricariche. Il fuoristrada deve affrontare un boss finale, un'aragosta gigante meccanica, che è disegnata anche sullo sfondo dell'immagine di copertina.

### Le catacombe
L'ultima fase si svolge in un ambiente a piattaforme con visuale di lato. La base aliena è formata da corridoi collegati da ascensori; le pareti di sfondo sono fatte in buona parte di blocchi di pietra dall'aspetto antico. Sono visibili due piani alla volta, con scorrimento orizzontale (a scatti nella versione Spectrum). L'obiettivo è arrivare alla fine di un labirinto, ma il percorso è relativamente semplice, e prevalentemente si deve avanzare verso destra. In alcuni casi si scende al piano sottostante attraverso botole nascoste: nella versione Spectrum si aprono manualmente trovando i relativi interruttori, mentre nelle altre versioni si aprono da sole al passaggio del personaggio.
Il Vendicatore può sparare con munizioni illimitate, saltare e accovacciarsi. Si incontrano più tipi di creature mostruose o robotiche, diverse dagli alieni della prima fase, che si muovono a terra o in aria. Il contatto con i nemici o con i loro proiettili fa perdere istantaneamente una vita. Su Amstrad e Spectrum c'è anche un limite di tempo. Lo scontro finale con il boss Gog conclude il gioco.